# Matej Landl
Matej Landl (Pozsony, 1963. június 12. –) szlovák színész. Népszerűségét az 1978-ban forgatott Csillagok küldötte (Spadla Z Oblakov) hozta meg számára, majd a 80-as években tagja volt a Martin Színháznak, valamint a 90-es évektől az Astorka Korzo tagja is. Több filmben is szerepet kapott, illetve szinkronizál. Jelenleg Pozsonyban él második feleségével, és két fiával.

## Filmszerepei
- 1977: Kamarátka Šuška (Ondrej Hronec)
- 1978: Nekonečná – nevystupovat (Lapka)
- 1978: Csillagok küldötte
- 1990: Keď hviezdy boli červené (Jano)
- 1994: Na krásnom modrom Dunaji
- 1994: Vášnivý bozk (Viktor)
- 2002: Útek do Budína (Šulek)
- 2003: Zostane to medzi nami (Maťo)
- 2005: Két szótaggal lemaradva
- 2007: Felezési idő
- 2008: Nagy tisztelet (Peter)
- 2009: Keby bolo keby
- 2010: Panelák